# Vahyazdata
Vahyazdata (?-?) (en persa antiguo: Vahyazdâta) fue un noble persa que intentó un golpe de Estado en el 521 a. C. en tiempos de Darío I.

## Contexto histórico
En marzo de 522 a. C., un mago llamado Gaumata obtuvo el poder en el imperio persa haciéndose pasar por Esmerdis, el hermano del rey Cambises II. Gaumata pudo hacerlo, ya que Esmerdis había sido asesinado por orden de su hermano. Cambises marchó inmediatamente contra el usurpador, pero murió antes de llegar a Persia.
Según el historiador griego Heródoto de Halicarnaso, Ótanes, hermano de la madre de Cambises y Esmerdis, fue el primero en sospechar del engaño. Ótanes invitó a Aspatines y Gobrias a tratar el asunto. Juntos decidieron compartir el secreto con otros tres conspiradores: Hidarnes, Intafrenes y Megabizo I. Estaban todos haciendo planes cuando llegó Darío I y se les añadió. Convenció a los otros de que lo mejor era actuar inmediatamente. Así, el 29 de septiembre del 522 a. C., mataron al falso Esmerdis. Darío fue nombrado rey.

## La rebelión en el corazón de Persia
Darío inició su reinado en un imperio donde reinaba una gran confusión. Prácticamente todas las provincias se rebelaron. Mientras Darío se ocupaba de Babilonia y Media, Vahyazdata se autoproclamó rey utilizando la misma estratagema que Gaumata. Decía ser el verdadero Esmerdis, ganando cierto apoyo en Persia. Era tan poderoso que nombró incluso a un sátrapa en Aracosia, el cual fue derrotado por el sátrapa nombrado por Darío, Vivana.
No se conoce mucho de la procedencia de Vahyazdata, pero es probable que, siendo como era un noble persa, estuviera en el ejército de Cambises a la muerte de este. Quizás tenía mejores motivos que Darío para reclamar el trono (o al menos lo creía), rebelándose contra el nuevo poder establecido, un rey que no era familiar de Cambises.
Vahyazdata fue derrotado por el general de Darío Artavardiya el 24 de mayo cerca de Rakha (la moderna Behbehân), y una segunda vez el 14 de julio cerca de la montaña Parga (cerca de la ciudad moderna Forg). El usurpador fue capturado y crucificado.